# Georges Perec
Georges Perec (Paris, 7 de março de 1936 — Ivry-sur-Seine, 3 de março de 1982) foi um romancista, poeta, argumentista e ensaísta francês. Foi membro da Oulipo (Ouvroir de Littérature Potentielle). É um dos mais importantes romancistas franceses do pós-Segunda Guerra Mundial e é considerado o maior inovador da forma literária de sua geração. Sua obra mais vendida foi Les Choses: une histoire des années soixante de 1965. Em 1978, foi agraciado com o Prêmio Médicis.